# Скидний зонд

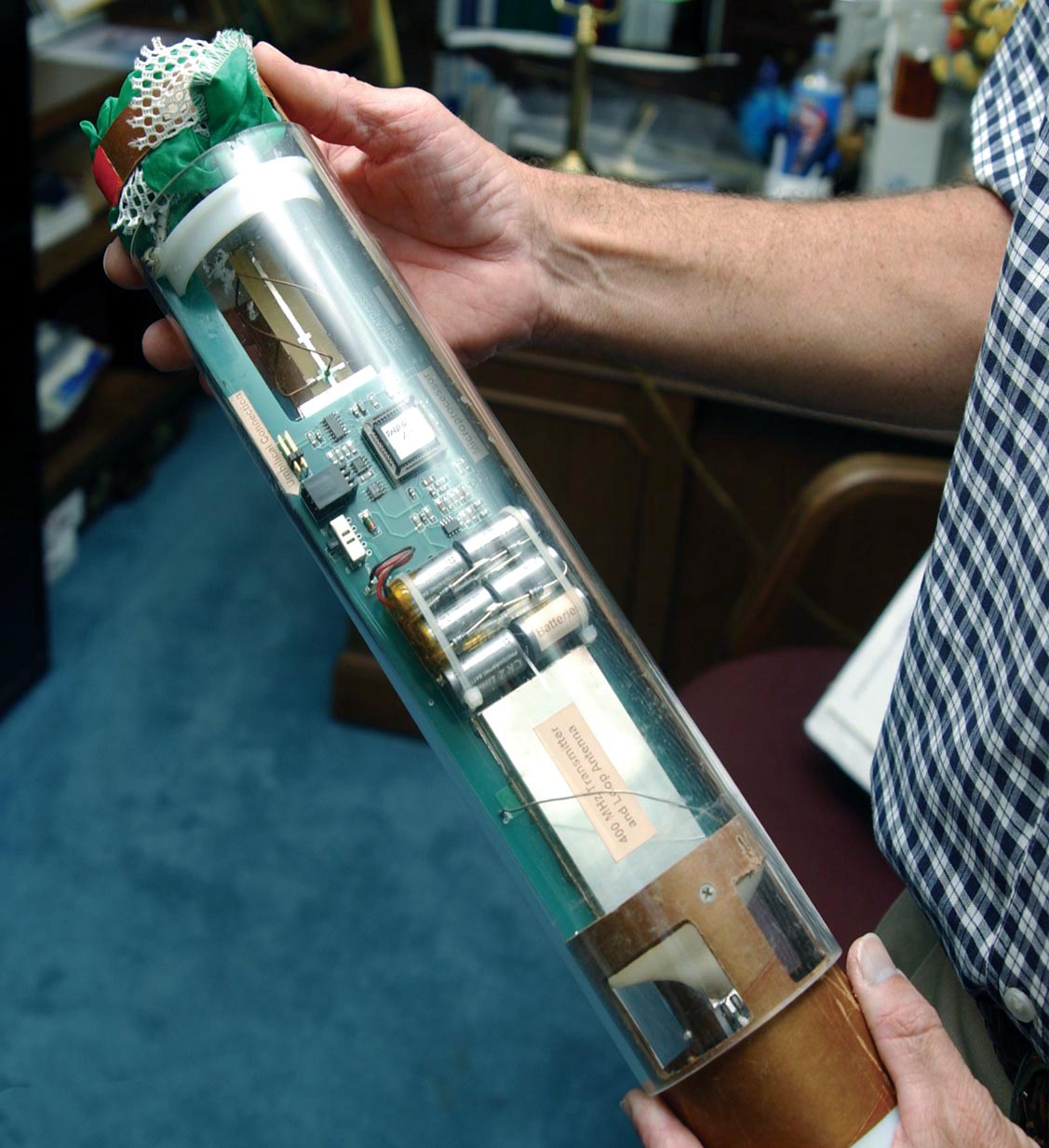
Скидний зонд

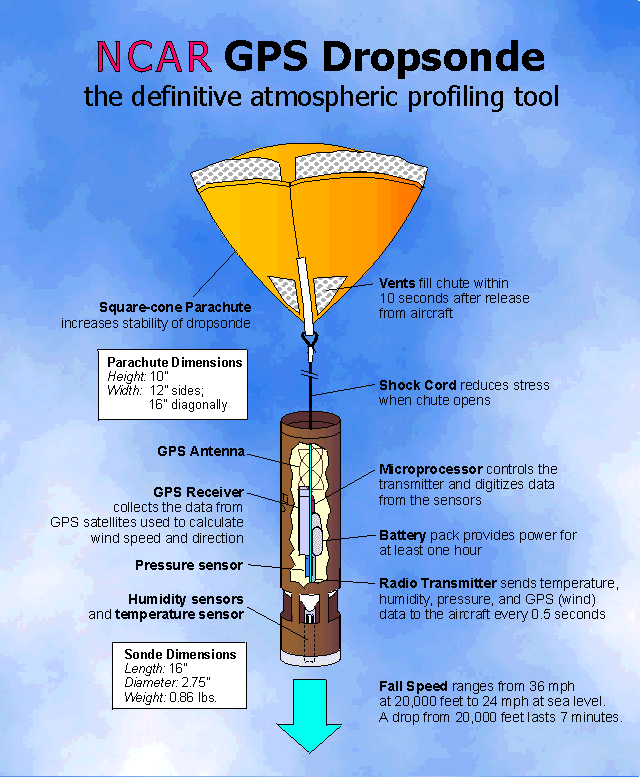
Діаграма дропзонду

Скидний зонд або дропзонд (англ. dropsonde) — метеорологічний прилад, який скидають з літака на великій висоті з метою точного вимірювання атмосферних умов на його шляху до землі. Типовий скидаємий зонд містить приймач GPS та сенсори тиску, вологості і температури повітря. Зазвичай ці дані передаються по радіо на приймач у літаку, що скинув зонд. Зазвичай також скидаємий зонд має невеликий парашут для уповільнення та стабілізації його руху. Такі зонди часто використовуються «Мисливцями за ураганами» для дослідження тропічних циклонів.
Скидаємі зонди були розроблені Національним центром атмосферних досліджень (англ. National Center for Atmospheric Research, NCAR) у США та зараз випускаються компанією Vaisala за ліцензією.